# Riace
Riace község (comune) Calabria régiójában, Reggio Calabria megyében.

## Fekvése
A megye északkeleti részén fekszik, a Jón-tenger partján. Határai: Camini és Stignano.

## Története
A települést valószínűleg a 9. századi szaracén pusztítások után alapították baziliánus szerzetesek. Korabeli épületeinek nagy része az 1783-as calabriai földrengésben elpusztult. A 19. században nyerte el önállóságát, amikor a Nápolyi Királyságban felszámolták a feudalizmust. Itt találták meg 1972-ben a híres bronzszobrokat.

## Népessége
A népesség számának alakulása:

## Főbb látnivalói
- Palazzo Pinnarò
- Palazzo Campoliti
- Palazzo Alvaro
- San Nicola di Bari-templom
- SS. Cosma e Damiano-templom
- Santa Maria Assunta-templom
- San Leonardo-templom
- Spirito Santo-templom
- Madonna dell’Annunziata-templom